# عمارت سرگی‌یفکا
سرگئی‌وکا (به روسی: Сергиевка) (همچنین املاک لیشتنبرگ‌ها، مؤسسه علوم طبیعی پترگوف (پنی)، مؤسسه علمی تحقیقاتی بیولوژی (بی‌نی‌آی)) یک مجموعه کاخ و پارک است که در پترگوف (منطقه پترو دوارک از سنت پترزبورگ) بر روی مکان املاک پیشین لیشتنبرگ‌ها واقع شده است. مجموعه کاخ و پارک یک شیء میراث فرهنگی است و یک یادبود معماری از قرن نوزدهم با اهمیت فدرال بوده و جزئی از مجموعه میراث جهانی یونسکو با عنوان «مرکز تاریخی سنت پترزبورگ و مجموعه‌های مربوط به آن» است. پارک یک یادبود طبیعت با اهمیت منطقه‌ای است.